# Operculina
{{Taksokvir
| boja             = lightgreen
| naziv            = Operculina
| slika            = Operculina turpethum (Nisottar) in Kawal, AP W IMG 2211.jpg
| slika_opis       = Operculina turpethum
| regnum           = Plantae
| divisio          = [[Magnolioph[]]
| classis          = Magnoliopsida
| ordo             = Solanales
| familia          = Convolvulaceae
| subfamilia       = Convolvuloideae
| tribus           = Merremieae
| genus            = Operculina
| genus_autorstvo  = Silva Manso
}}
Operculina je rod slakovki smješten u tribus Merremieae , dio potporodice  Convolvuloideae. Sastoji se od 14 vrsta lijana, polugrmova, grmova i zeljastog drveća rasprostranjenih po suptropskim i tropskim krajevima Azije, Amerike, Afrike i Australije. 
Rod je opisan u Enumeracão das Substancias Brazileiras 16, 49. 1836.

## Vrste
1. Operculina aequisepala (Domin) R. W. Johnson
2. Operculina codonantha (Benth.) Hallier fil.
3. Operculina hamiltonii (G. Don) D. F. Austin & Staples
4. Operculina macrocarpa (L.) Urb.
5. Operculina maypurensis (Hallier fil.) A. R. Simões & Staples
6. Operculina petaloidea (Choisy) Ooststr.
7. Operculina pinnatifida (Kunth) O'Donell
8. Operculina platyphylla (Fernald) House
9. Operculina polynesica Staples
10. Operculina pteripes (G. Don) O'Donell
11. Operculina riedeliana (Oliv.) Ooststr.
12. Operculina sericantha (Miq.) Ooststr.
13. Operculina turpethum (L.) Silva Manso
14. Operculina ventricosa (Bertero) Peter

## Sinonimi
- Nemanthera Raf.; Fl. Tellur. 4: 80 (1836)
- Piptostegia Rchb.; Nom. 113 (1841)
- Turpethum Raf.; Fl. Tellur. 4: 71 (1838)